# Моди
Вижте пояснителната страница за други значения на Моди.
Моди (на гръцки: Μόδι, катаревуса Μόδιον, Модион) е село в Егейска Македония, Гърция, част от дем Бешичко езеро в административна област Централна Македония.

## География
Моди е разположено в североизточната част на Халдикидическия полуостров. В източната част на планината Сугляни.

## История

### В Османската империя
Енорийската църква „Света Троица“ е от 1812 година.
Александър Синве („Les Grecs de l’Empire Ottoman. Etude Statistique et Ethnographique“), който се основава на гръцки данни, в 1878 година споменава Моди (Modi) два пъти – веднъж като село в Солунска епархия с 258 жители гърци и втори път в Йерисовска епархия като село с 480 жители гърци. Към 1900 година според статистиката на Васил Кънчов („Македония. Етнография и статистика“) в Моди живеят 550 гърци християни.
По данни на секретаря на Българската екзархия Димитър Мишев („La Macédoine et sa Population Chrétienne“) в 1905 година в Модия (Modia) има 205 жители гърци.

### В Гърция
В 1912 година по време на Балканската война в Моди влизат гръцки части и след Междусъюзническата война в 1913 година остава в Гърция. В 1913 година селото (Μόδιον) има 45 жители. Според преброяването от 1928 година Моди е чисто бежанско село с 2 бежански семейства и 8 души бежанци. До 2011 година Моди е част от дем Мадитос.